# El final del que partimos
El final del que partimos (en inglés: The End We Start From) es una próxima película de supervivencia británica dirigida por Mahalia Belo y protagonizada por Jodie Comer, con Benedict Cumberbatch, Katherine Waterston y Mark Strong. Es una adaptación de Alice Birch de la novela del mismo nombre de Megan Hunter.
La película fue seleccionada para participar en el Festival Internacional de Cine de Toronto de 2023 y en el Festival de Cine de Londres de 2023.

## Sinopsis
Tras una crisis ecológica, una madre primeriza y su bebé abandonan su hogar en un Londres inundado y huyen hacia el norte.

## Reparto
- Jodie Comer
- Katherine Waterston
- Benedict Cumberbatch
- Mark Strong
- Joel Fry
- Gina McKee
- Nina Sosanya